# 82638 Bottariclaudio
82638 Bottariclaudio è un asteroide della fascia principale. Scoperto nel 2001, presenta un'orbita caratterizzata da un semiasse maggiore pari a 3,0239986 UA e da un'eccentricità di 0,1173812, inclinata di 9,10322° rispetto all'eclittica.